# Kornelin (Antonin)
Kornelin – część wsi Antonin w Polsce, położona w województwie wielkopolskim, w powiecie kaliskim, w gminie Szczytniki.
W latach 1975–1998 Kornelin należał administracyjnie do województwa kaliskiego.